# Brabus E V12
Der E V12 ist eine in Kleinserie hergestellte Sportlimousine auf Basis der Mercedes-Benz E-Klasse von Brabus. Schon 1993 baute Brabus erstmals einen Zwölfzylindermotor in ein E-Klasse-Fahrzeug ein; dieser E 500 6.9 Brabus kann als Vorgänger des E V12 betrachtet werden.
2014 gab es mit dem E 850 wieder eine getunte E-Klasse, jedoch mit Achtzylindermotor (625 kW/850 PS). Er war auch als Kombi erhältlich.

## Brabus E V12 7.3S (Basis W 124)
Der erste E V12 wurde Anfang der 90er Jahre auf Basis des W 124 angeboten. Er hatte einen 7,3 Liter großen und 428 kW (582 PS) starken Zwölfzylindermotor. Brabus selbst spricht von ca. 5 gebauten Fahrzeugen, wovon einer vormals der oben genannte E 500 6.9 Brabus war, der auf Kundenwunsch zum 7.3 und später zum 7.3S umgebaut wurde.

## Brabus E V12 (Basis Mercedes W 210)
Der zweite E V12 kam 1996 auf den Markt. Er basierte auf dem Mercedes-Benz W 210, hatte jedoch einen 12-Zylinder-Motor. Die Leistung betrug 428 kW (582 PS) und 772 Nm Drehmoment, die aus 7,3 Liter Hubraum geschöpft wurden. Dieser Saugmotor verfügte über 48 Ventile, wohingegen das aktuelle 12-Zylinder-Triebwerk über 36 Ventile und zwei Turbolader verfügt. Mit einer Spitzengeschwindigkeit von 330 km/h (Limousine) bzw. 320 km/h (T-Modell) war er die schnellste straßenzugelassene Limousine der Welt.
Die Höchstgeschwindigkeit war sowohl bei der Limousine als auch beim T-Modell elektronisch begrenzt, weil kein Reifenhersteller in der Lage war, geeignete Reifen für noch höhere Geschwindigkeiten zu liefern.

## Brabus E V12 (Basis Mercedes W 211)
Die dritte Generation basiert auf dem Mercedes-Benz W 211. Ihr 6,2-Liter-V12-Motor leistet 471 kW/640 PS, hat ein Drehmoment von 1026 Nm und beschleunigt die E-V12-Limousine auf bis zu 350,2 km/h. Damit übernimmt der neue E V12 den Weltrekord seines Vorgängers. Die Höchstgeschwindigkeit von 350 km/h wurde bei einem Test der auto motor und sport auf der Hochgeschwindigkeitsteststrecke in Nardò, Italien, ermittelt.
Später wurde der E V12 vom E V12S abgelöst, der ebenso wie der Brabus Rocket über den leistungsgesteigerten 6,2-Liter-Biturbomotor mit 537 kW (730 PS) verfügt.

### Höchstgeschwindigkeit
Offiziell gibt Brabus als Höchstgeschwindigkeit für das Serienfahrzeug 340 km/h an. Durch neu entwickelte Reifen von Pirelli und Michelin in den Dimensionen 255/35 ZR 19 (Vorderachse) bzw. 285/30 ZR 19 (Hinterachse) wird eine höhere Spitzengeschwindigkeit als beim Vorgängermodell ermöglicht, weil der E V12 (Baureihe 211) nicht wie dieses elektronisch begrenzt werden muss.

### Beschleunigung
Der E V12 weist folgende Beschleunigungswerte auf:
- 0–100 km/h: 4,5 Sekunden
- 0–200 km/h: 11,7 Sekunden
- 0–300 km/h: 30,6 Sekunden

E V12S
- 0–100 km/h: 4,2 Sekunden
- 0–200 km/h: 10,5 Sekunden
- 0–300 km/h: 29,5 Sekunden

### Preis
2005 betrug der Grundpreis des Brabus E V12 298.000 Euro.

## Brabus E V12 (Basis Mercedes W 212)
Der im September 2009 vorgestellte Brabus E V12 one of ten besitzt einen aufgeladenen Mercedes-Benz-V12-Motor mit 588 kW (800 PS) und fällt insbesondere durch seine zur Verbesserung der Aerodynamik abgedeckten hinteren Radhäuser auf.

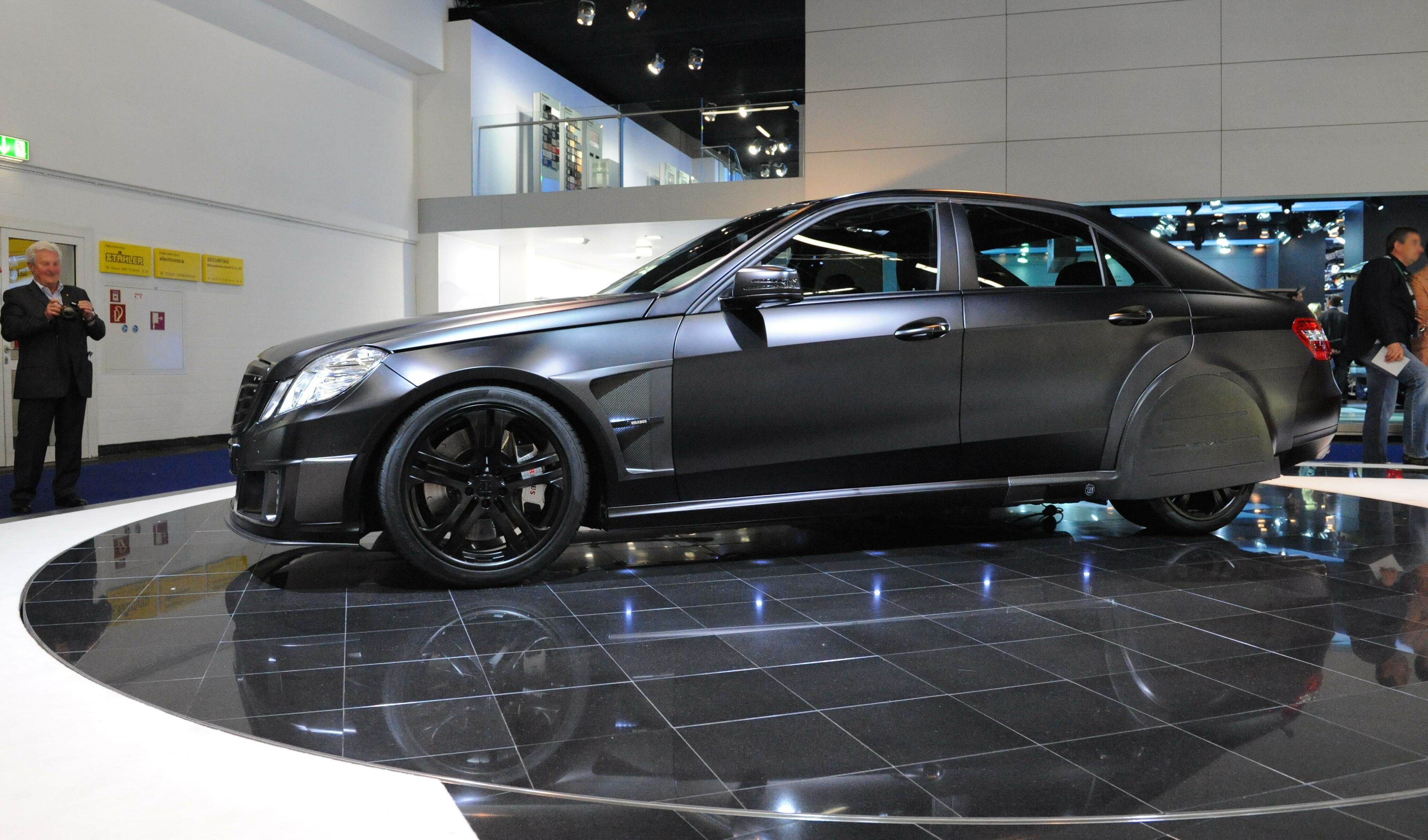
one of ten, 2009

Der Motor hat zwei Turbolader mit vier Ladeluftkühlern, eine Spezialkurbelwelle eigenen Kolben und besondere Nockenwellen. Die höchste Leistung wird bei 5500/min erreicht. Das höchste Drehmoment von 1420 Nm liegt ab 2100/min an, wird aber zum Schutz des verstärkten Getriebes elektronisch auf 1100 Nm  begrenzt. Das Fahrzeug ist das bislang stärkste Brabus-Modell und wurde auf zehn Stück limitiert. Aus dem Stand beschleunigt es in 3,7 Sekunden auf 100 km/h und auf 200 km/h in 9,9 Sekunden. Die Höchstgeschwindigkeit liegt laut Werksangabe bei 370 km/h.
Die unlimitierte Variante hat 551 kW (750 PS) und verzichtet auf die abgedeckten Radhäuser.
2010 wurde der Wagen auf dem Genfer Salon als Coupé vorgestellt.